# Dietmar Diesner
Dietmar Diesner, né à Elsterwerda le 2 septembre 1955 , est un musicien allemand qui joue sur des instruments à vent en bois, notamment le saxophone soprano et la clarinette, et qui fait principalement de l'improvisation libre.

## Filmographie
Dietmar Diesner apparaît aux côtés du percussionniste du jazz Günter "Baby" Sommer dans le film documentaire expérimental Konzert im Freien réalisé par Jürgen Böttcher en 2001.